# Peroma anomala
Peroma anomala är en fjärilsart som beskrevs av Walker 1855. Peroma anomala ingår i släktet Peroma och familjen tandspinnare. Inga underarter finns listade i Catalogue of Life.